# Río Jamboe
Río Jamboe är ett vattendrag i Ecuador.   Det ligger i provinsen Zamora Chinchipe, i den södra delen av landet, 400 km söder om huvudstaden Quito.